# Blanchette (film, 1936)
Pour les articles homonymes, voir Blanchette.
Pour plus de détails, voir Fiche technique et Distribution.
Blanchette est un film français réalisé par Pierre Caron en 1936, sorti dans les salles en 1937. Il s'agit d'une adaptation de la pièce d'Eugène Brieux.

## Synopsis
Blanchette ne trouvant pas d'emploi, se prostitue à Paris. Elle retrouve alors l'homme qu'elle aime alors que son moral est au plus bas.

## Fiche technique
- Titre français : Blanchette
- Réalisation : Pierre Caron
- Scénario : Carlo Rim d'après la pièce éponyme d'Eugène Brieux
- Photographie : Alain Douarinou
- Musique : Vincent Scotto
- Décor : Jean Douarinou
- Société de production : Films JLS
- Pays d'origine :  France
- Format :  Son mono  - Noir et blanc - 35 mm  - 1,37:1
- Genre : Film dramatique
- Durée : 89 minutes
- Date de sortie : 
  - France- 12 mars 1937
- Visa d'exploitation : 224 (délivré le 07/11/1939)

## Distribution
- Marie Bell : Blanchette Rousset
- Jean Martinelli : Georges Galoux
- Abel Tarride : M. Galoux
- Mady Berry : Mamam Rousset
- Charles Granval : Papa Rousset
- Jean Tissier : M. Max
- Édouard Delmont : Bonenfant
- Milly Mathis : Mme Jules, la cuisinière
- Léon Arvel : Barbaroux
- Charlotte Barbier-Krauss : La chômeuse
- Doumel : Le facteur
- Pierre Finaly : Un client
- Jeanne Fusier-Gir : Mme Michu
- Abel Jacquin : Auguste Morillon
- Marcel Maupi : Le joueur de boules
- Henri Poupon : Morillon
- Guy Berry : Le chanteur
- Jean Témerson